# Topspin

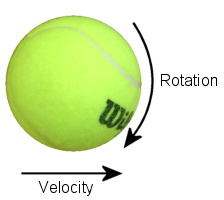
Vektory sil působící na míč při topspinu.

Topspin je druh úderu míče v některých sportech používajících raketu či pálku. Míč při něm získává horní rotaci, je roztočen okolo vodorovné osy vpřed dolů (horní část se otáčí ve směru letu a uplatňuje se Magnusův jev). Pohyb rakety je v takovém případě veden zdola nahoru. Dráha letu je vyšší a vypouklejší, odskok míče poté rychlejší, vysoký a dlouhý. Jedná se o úder zahraný s maximální intenzitou. Při nižší intenzitě horní rotace hovoříme o liftu – liftovaném úderu.
Úder s opačným směrem rotace se nazývá čop (backspin).

## Druhy sportů
Nejvíce je topspin používán v tenise. Jedná se o variantu forhendového či bekhendového úderu s horní rotací, kdy pohyb rakety s paží jde strměji vzhůru než při klasickém úderu. Vyšší účinnost má na rychlejších površích. Jedná se o úder, u kterého lze lépe kontrolovat umístění. 
Dalšími sporty jsou baseball, golf, kulečník, kriket a stolní tenis.